# Camden Arts Centre
Le Camden Arts Centre, connu sous le nom de Hampstead Arts Centre jusqu'en 1967, est une galerie d'art contemporain située dans le quartier londonien de Camden, en Angleterre. 
Il accueille des expositions temporaires et des projets de sensibilisation pédagogique, avec un programme comprenant des expositions, des apprentissages, des résidences, des projets hors site, des activités dirigées par des artistes et des cours.

## Histoire
Le Camden Arts Centre est situé à l'angle d'Arkwright Road et de Finchley Road, dans des locaux historiquement classés de catégorie II. Le bâtiment a été construit sous le nom de Swiss Cottage Library (en) et conçu par l'architecte Arnold Taylor. Le bâtiment a été inauguré en 1897 par son bienfaiteur Henry Harben, alors vice-président de la Prudential Assurance Company. La structure victorienne financée par Harben a survécu à la Seconde Guerre mondiale, malgré les tirs de bombes incendiaires en 1940 et l'explosion d'une fusée V2 en 1945.
La bibliothèque est agrandie dans les années 1920. Cependant, en 1964, une nouvelle installation ouvre ses portes à Swiss Cottage, mieux à même de répondre aux exigences du service de bibliothèque moderne, et tout le stock y est transféré.
Le Centre est fondé en 1965 à West Hampstead. Il s'appelle à l'origine Hampstead Arts Center et est rebaptisé Camden Arts Center en 1967. Il organise des cours communautaires de peinture, de dessin d'après nature, de poterie, d'impression et de conception de base. La première exposition a lieu un an après la création.
Jenni Lomax rejoint le Camden Arts Center en 1990 et y établit un programme d'expositions, de résidences, de projets d'artistes et d'événements publics. Elle a dirigé l'organisation à travers un important projet de rénovation du bâtiment qui a été achevé début 2004 par Tony Fretton Architects.